# اسبربانک

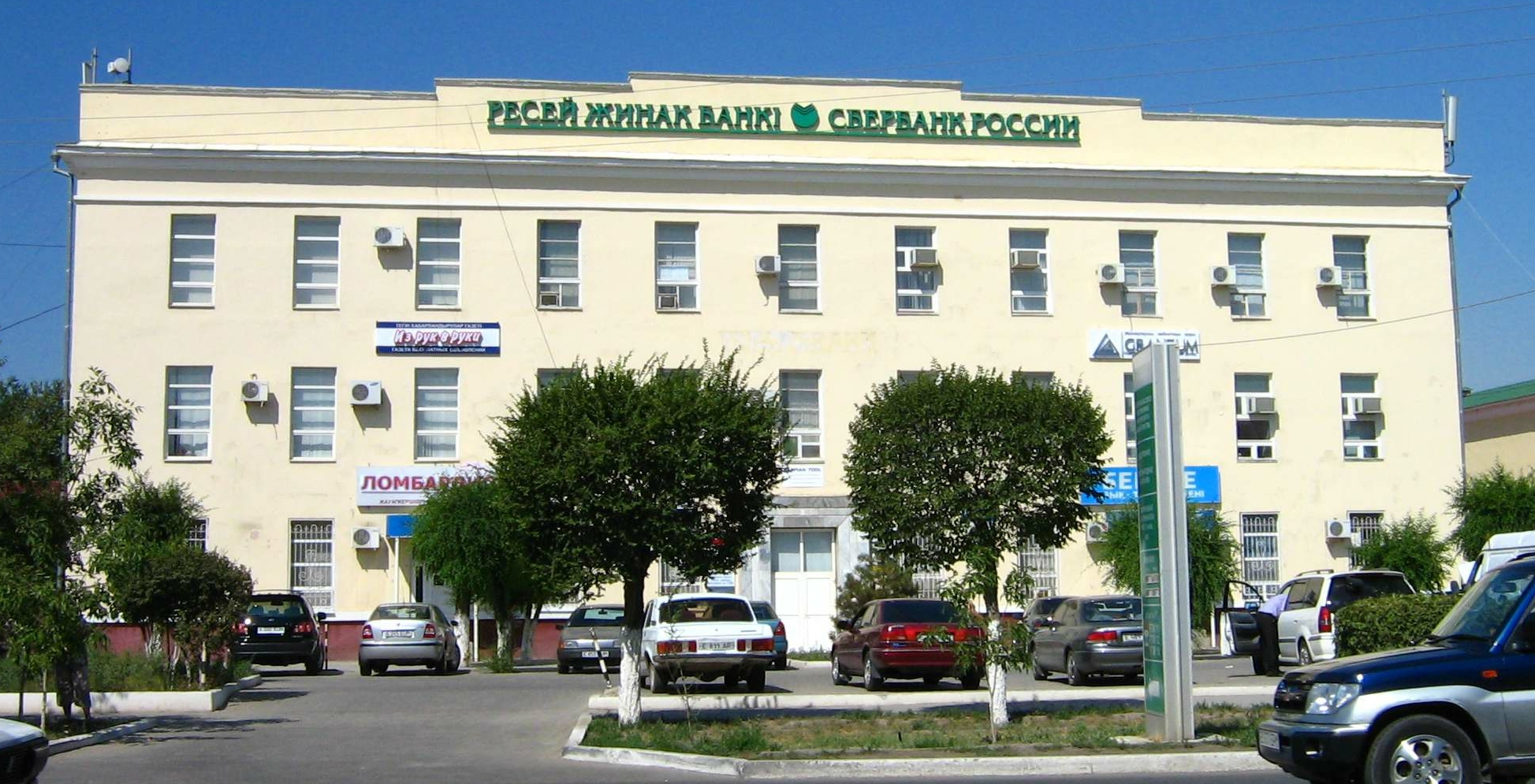
شعبه‌ای از اسبربانک، در آتیرائو، قزاقستان

اسبربانک (به انگلیسی: Sberbank) یا بانک پس‌انداز فدراسیون روسیه بزرگترین بانک در روسیه و اروپای شرقی است، که به‌عنوان سومین بانک بزرگ در اروپا شناخته می‌شود.
شعبه مرکزی این بانک در شهر مسکو قرار دارد. اسبربانک در سال ۱۸۴۱ تأسیس شد. این بانک دامنه گسترده‌ای از خدمات بانکی شامل خدمات پس‌انداز، سرمایه‌گذاری و گونه‌های مختلفی از خدمات وام و وام مسکن را ارائه می‌دهد.